# Pimpla hova
Pimpla hova là một loài tò vò trong họ Ichneumonidae.